# 蕭命官
蕭命官（16世紀—1630年代），字拙修，號拙菴，江西吉安府廬陵縣人，明朝政治人物。

## 生平
蕭命官是萬曆三十一年（1603年）舉人，四十一年（1613年）成進士，獲授庶吉士，改任檢討，轉編修，主持會試取錄不少名士。之後他改官詹事府詹事，天啟年間陞為南京吏部侍郎，上疏指斥魏忠賢專權並懇辭歸田，奏章呈上後被削籍，他也歸家杜門著書。
崇禎年間朝廷起用蕭命官為禮部右侍郎，聲望隆重，得崇禎帝眷顧，但他突然患病去世，得賜祭葬。他胸無城府，喜歡提拔士子，在州縣時不曾中傷他人，吉水的狀元劉同升就是他的弟子，人說：「蕭君不只位居臺閣，更是名臣。」

## 引用
1. 1 2  同治《廬陵縣志·卷二十七·人物志》：蕭命官，字拙修，號拙菴，淡江人，萬厯癸丑進士。選庶吉士，改授檢討，轉編修，分校會闈，所取皆一時知名士。厯詹事府詹事，天啟中推南京吏部侍郎，名在枚卜，以璫燄正熾，上疏指斥懇辭歸田，疏入削奪歸籍，居家杜門著書；崇禎朝起禮部右侍郎，德望重於一時，睿眷方深將大用，得暴疾卒，上聞痛悼，予祭葬。命官與人接無城府，好獎拔士類，於郡邑當道不投一刺，人仰之如威鳳吉麟，吉水殿元劉同升其受業子弟也。先是劉應秋負知人鑑，擇西賓識之於襟裾間，人曰：「蕭君不只位臺閣，蓋名臣也。」
2. ↑  同治《廬陵縣志·卷二十二·選舉志》：（萬曆）三十一年癸卯（舉人）……蕭命官 淡江人，見進士，有傳